# 로켓붐

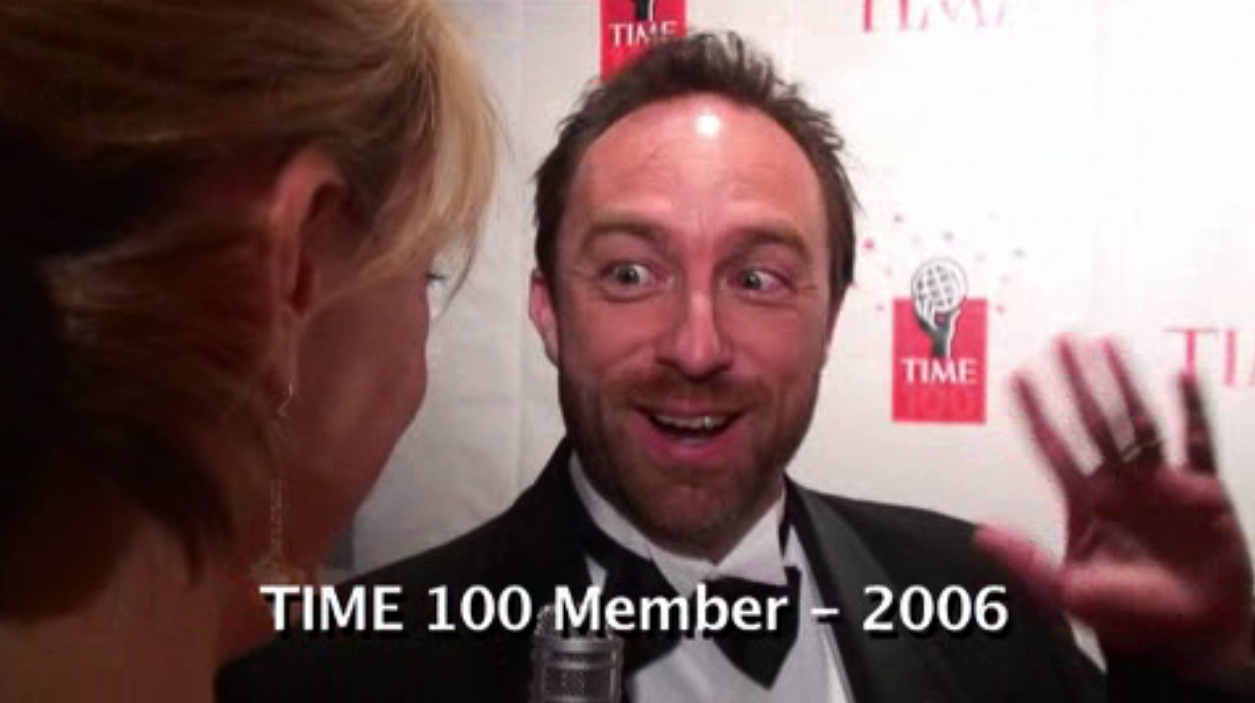
2006년 로켓붐의 지미 웨일스 인터뷰 장면

로켓붐(Rocketboom)은 미국에서 만들어지는 비디오 블로그이다. 약 2~3분정도 분량의 뉴스방송 형태의 비디오를 월요일에서 금요일까지 하루에 한건씩 올리고 있다. 내용은 예술, 문화, 정치, 인터넷 등 다양하며 대체로 코믹한 분위기에서 진행된다. 진행자는 전직 유럽 MTV의 VJ였던 조안 콜란(Joanne Colan)이 맡고 있으며 앤드루 바론에 의해 제작되고 있다.
로켓붐은 2004년 10월 26일부터 방송을 시작했으며 이때는 어맨다 콩돈(Amanda Congdon)이 앵커를 맡았었다. 뛰어난 미모와 화술 그리고 재밋는 내용으로 점차 인기를 끌기 시작했고 현재는 인터넷에서 가장 인기있는 비디오 블로그 중 하나이다.

## 대중적 인기
2005년 9월에는 비즈니스위크지에 의해 "인터넷에서 비슷한 종류중 가장 인기있는 사이트"로 소개 되었으며 2006년 1월 9일자 뉴스위크지에 따르면 일일 시청자 수는 약 13만명에 달한다고 한다. 로켓붐 관계자의 주장에 따르면 하루에 접속하여 다운로드를 받는 수는 최소 25만명에 달하며 인기있는 에피소드의 경우에는 백만건에 달한다고 한다. 비즈니스위크지의 분석에 따르면 2006년 10월 1일부터 26일까지 약 한달간 로켓붐 서버에서 2,982,612번 파일이 다운로드 되었으며 이것은 하루에 114,715건 한 에피소드당 156,980건에 해당한다.

## 어맨다 콩돈의 결별
2006년 7월 5일 한창 인기 급상승중이던 로켓붐은 여성 앵커인 어맨다 콩돈이 떠남으로 인해 위기를 맞게 된다. 그녀는 자신이 만든 "Un-boomed" 비디오에서 제작자인 바론에 의해 떠나야만 했다는 사정을 밝힌다. 한편 로켓붐 측에 따르면 로스앤젤리스에서의 새로운 기회를 잡기 위해 떠났다고 한다. 이후 잠시 업로드가 중단되었다가 새로운 여성 앵커인 조안 콜란을 영입하게 되면서 다시 정상화된다. 이 사건은 비디오 블로거들 사이에서 많은 소문과 논란 그리고 패러디를 만들게 되었다.